# ثمامة بن عدي
ثمامة بن عدي  صحابي من قريش، ولا يُعرف من أي بطونها هو، ولاّه عثمان بن عفان على صنعاء التي كانت إحدى كور الشام. قيل كان ثمامة من المهاجرين وشهد بدر، إلا أن ابن إسحاق لم يذكره فيمن شهد الغزوة من قريش.
روى عنه أبو الأشعث الصنعاني في التوجع على عثمان بن عفان والتلهف والبكاء عليه. وذكر أسد بن موسى، عن حماد بن زيد، عن أيوب عن أبي قلابة قال: «لما بلغ ثمامة بن عدي ـــ وكان من أصحاب رسول الله صلّى الله عليه وآله وسلّم ـــ قَتْلُ عثمان، وكان على صنعاء أميرًا قام خطيبًا فذكر عثمانَ رضي الله عنه، فبكَى وطال بكاؤُه ثم قال: هذا حين انتزعت خلافةُ النّبوّة من أُمةِ محمّد صلّى الله عليه وآله وسلّم، وصارت مُلْكًا وجَبريّة، مَنْ غلب على شيء أكله.».